# Брилін Сергій Володимирович
Сергій Володимирович Брилін (рос. Сергей Владимирович Брылин; 13 січня 1974, м. Москва, СРСР) — російський хокеїст, центральний нападник. Заслужений майстер спорту Росії (2003).

## Ігрова кар'єра
Перший тренер: Юрій Чабарін. Виступав за ЦСКА (Москва), «Рашен Пінгвінс» (ІХЛ), «Нью-Джерсі Девілс», «Олбані Рівер-Ретс» (АХЛ), «Хімік» (Воскресенськ), СКА (Санкт-Петербург), «Металург» (Новокузнецьк).
В чемпіонатах НХЛ — 765 матчів (129 голів, 179 передач), у турнірах Кубка Стенлі — 97 матчів (14 голів, 17 передач).
У складі національної збірної Росії учасник чемпіонатів світу 1996 і 2007. У складі молодіжної збірної Росії учасник чемпіонатів світу 1993 і 1994. У складі юніорської збірної Росії учасник чемпіонату Європи 1992.

## Досягнення
- Бронзовий призер чемпіонату світу (2007)
- Володар Кубка Стенлі (1995, 2000, 2003)
- Володар Кубка Шпенглера (2010)
- Бронзовий призер молодіжного чемпіонату світу (1994)
- Бронзовий призер юніорського чемпіонату Європи (1992).